# Herpele multiplicata
Herpele multiplicata, tiếng Anh thường gọi là Victoria Caecilian, là một loài không chân thuộc họ Caeciliidae. Nó chỉ được ghi nhận từ địa điểm điển hình ở Mundame am Mungo, gần núi Cameroon miền tây Cameroon.